# Anaplasma phagocytophilum
Anaplasma phagocytophilum (dawniej Ehrlichia phagocytophila Foggie 1949) – bakteria Gram-ujemna, wewnątrzkomórkowa, z  rzędu Rickettsiales riketsji, atakująca granulocyty. 
Wywołuje przede wszystkim anaplazmozę zwierząt (AGA) u hodowlanych i dzikich przeżuwaczy, koniowatych i psowatych. U ludzi wywołuje anaplazmozę ludzką (HGA). Czynnikiem transmisyjnym są kleszcze z rodzajów Ixodes i Dermacentor. W Polsce niemal wyłącznie jest to kleszcz pospolity (Ixodes ricinus).